# Agence de construction de la défense
L'agence de construction de la défense, (finnois : Puolustushallinnon rakennuslaitos, sigle PHRAKL) était un agence gouvernementale en Finlande.

## Présentation
L'agence de la construction est responsable de la gestion des services immobiliers pour l'administration de la défense.
L'agence est responsable des opérations immobilières et de l'entretien des bâtiments du ministère de la défense, ainsi que de la construction des bâtiments des garnisons des Forces armées finlandaises.

## Organisation
Les unités opérationnelles de l'agence sont:
- Unité centrale: Hamina